# Alfa-galsyndroom
Het alfa-galsyndroom (ook vleesallergie, mammalian meat allergy (MMA) en alfa-galallergie) is een allergische reactie op het koolhydraat galactose-alfa-1,3-galactose. Het koolhydraat alfa-gal is aanwezig in rood vlees. De allergische reactie treedt normaliter op vanaf drie tot zes uur na het eten van rood vlees.

## Allergische reacties
Vastgestelde allergische reacties zijn galbulten of zwellingen, jeuk, maagkrampen, diarree, astmatische klachten, misselijkheid, indigestie, hoofdpijnen, loop of verstopte neus, niezen, huiduitslag of netelroos. Een andere reactie kan anafylaxie zijn, die in het uiterste geval dodelijk kan zijn. In dat geval zijn de klachten duizeligheid, problemen met de ademhaling, een lage bloeddruk, opgezwollen gezicht, hals en lippen, braken, ademhalingsmoeilijkheden en angst.

## Besmetting
Alfa-gal is van nature niet aanwezig in het lichaam van de mens, wel in dat van zoogdieren, maar weer niet in apen. Het kan in het menselijke lichaam terechtkomen via een tekenbeet, waarvan de teek het heeft opgelopen bij een zoogdier. Het immuunsysteem van de mens reageert op het alfa-gal door het aanmaken van immunoglobuline-E-afweerstoffen (IgE), waardoor uiteindelijk de allergische reactie ontstaat. In Europa wordt de allergie vooral overgebracht door de schapenteek, in de Verenigde Staten door de Lone Star-teek en in Australië door de soort Ixodes holocyclus.
Naast rood vlees is alfa-gal ook aanwezig in het antikankermedicijn Cetuximab en in de infuusvloeistoffen Gelofusine en Haemaccel. Sommige bloedverdunners en kunstmatige hartkleppen van dierlijk weefsel kunnen ook alfa-gal bevatten.

## Genezing
De allergische reactie kan na verloop van tijd afnemen aan sterkte en zelfs geheel verdwijnen, maar kan na een nieuwe tekenbeet weer terugkomen of verergeren. Specifieke medicijnen tegen de allergische reactie zijn er niet. De enige remedie ter voorkoming is het mijden van tekenbeten en als men de allergie onder de leden heeft het niet eten van rood vlees. Het eten van zogenaamd wit vlees, afkomstig van kip en andere vogels, leidt niet tot een afweerreactie.